# آلفين توفلر
آلفين توفلر (بالإنجليزية: Alvin Toffler) (ولد في 4 تشرين الأول 1928 - 27 يونيو 2016)، كاتب ومفكر أمريكي وعالم في مجال المستقبليات تم ترجمة كتبه إلى عدة لغات عالمية. قام بتدريس رؤساء دول مثل ميخائيل غورباتشوف رئيس الإتحاد السوفيتي الأخير والرئيس الهندي أبو بكر زين العابدين عبد الكلام ورئيس وزراء ماليزيا السابق مهاتير محمد

## مسيرته
كان توفلر في أعماله يناقش الثورة الرقمية وثورة الاتصالات وثورة الشركات والتطور التكنلوجي. عمل نائبا لرئيس تحرير مجلة فورتشن الشهيرة. ركز توفلر في كتاباته المبكرة على التكنلوجيا وتأثيرها على الناس مثل تاثير المعلومات الزائدة أو الفائضة. ثم تحول إلى دراسة ردات الفعل والتغيرات في المجتمع.
وكانت كتاباته بعد ذلك دراسة عن تركيز الدول بشكل واضح في القرن الواحد والعشرين على تطوير المعدات العسكرية وانتشار الأسلحة وتطوير التكنلوجيا وعلى الرأسمالية. توفلر متزوج من السيدة هايدي توفلر وهي أيضا كاتبة وعالمة دراسات مستقبلية. ويعيش هو وزوجته في لوس أنجلس. وكانا في الواقع يكتبان معا جميع الكتب التي ظهرت باسم الزوج ألفن توفلر.
وصفت مؤسسة أكسنتور للاستشارات الإدارية توفلر بأنه ثالث أهم شخص بين رواد الإدارة في أمريكا بعد بيل غيتس وبيتر دراكر. كذلك أطلق عليه في الجريدة البريطانية فاينانشال تايمز بانه «أشهر عالم دراسات مستقبل في العالم».
صنفته صحيفة الشعب اليومية الصينية بين خمسين أجنبي الذين ساهموا في صياغة الصين الحديثة. وجاء في الصحيفة الصينية بالنص: «على مر تاريخ الصين الطويل، فان العصر الذي بدأ من عام 1840 تميز بأكبر وأسرع وأشرس وأعقد تغيير في تاريخ الصين. وقد كان هناك الكثير من الأجانب الذي كان يمكن أن يؤثروا في تلك الفترة بالذات. لكن بشكل عام فهناك خمسون منهم بلا شك قد قدموا أفضل وأكبر تأثير برهن على الميزات التاريخية التي تصادمت بها الصين مع العالم».

## أفكاره وكتاب الموجة الثالثة
يوضح توفلر افكاره عن طبيعة المجتمع بقوله: «يحتاج المجتمع إلى افراد يهتمون ويعتنون بالمسنين وكبار السن وإلى افراد يكونون رحماء فيما بينهم وصادقين مع بعضهم. يحتاج المجتمع إلى افراد يعملون في المستشفيات. يحتاج المجتمع إلى كل أنواع المهارات والمعارف التي لا تكتفي بكونها مهارات فنية لا غير. بل ان يكون حاملوا هذه المهارات والفنيات يتمتعون بعواطف ووجدان. لا تستطيع إعمال المجتمع بالأوراق والكمبيوتر وحدهما».
ويتحدث توفلر عن أمية القرن الواحد والعشرين في كتاب «إعادة تفكير في المستقبل» ويقول: «الأميون في القرن الواحد والعشرين ليسوا من لا يقرؤون ولا يكتبون، لكن أميي القرن الجديد هم الذين ليست عندهم قابلية تعلم الشيء ثم مسح ما تعلموه ثم تعلمه مرة أخرى».

### الموجة الثالثة
في كتابه الأشهر «الموجة الثالثة» يبين توفلر ثلاثة أنواع من المجتمعات، مستندا على مفهوم يسميه «الموجات». فكل موجة تزيح طبيعة المجتمعات وطبيعة الثقافات السابقة عليها جانبا.
الموجة الأولى هي مجتمع ما بعد الثورة الزراعية الذي أزاح وتجاوز ثقافة مجتمع الصيد.
أما الموجة الثانية فهي المجتمع أثناء الثورة الصناعية. التي يرجع تاريخها تقريبا إلى أواخر القرن السابع عشر وحتى أواسط القرن العشرين.
المكونات الرئيسية لمجتمع الموجة 3 هي الأسرة النووية أو الأسرة النواة، نظام التعليم المصطنع ونظام المؤسسات التجارية. يقول توفلر عن هذا الموضوع: «مجتمع الموجة الثانية مجتمع صناعي قام أساسات عديدة. قام على الإنتاج الضخم، والتوزيع الواسع المجال، وعلى الاستهلاك الكبير، التعليم الإلزامي، ووسائل الإعلام ذات الجمهور العريض، وانتشار وسائل التسلية والترفيه، حتى نصل إلى انتشار أسلحة الدمار الشامل. ثم تجتمتع هذه الأساسات مع مفاهيم مثل توحيد المقاييس أو التوحيد المعياري، ومفهوم المركزية، ونظام التواصل والتزامن السريع. ثم نخرج بنموذج تنظيمي إداري ندعوه البيروقراطية».

## كتبه
- صدمة المستقبل (بالإنجليزية: Future Shock)‏

## روابط اضافية
الموقع الشخصي http://www.alvintoffler.net

## روابط خارجية
- آلفين توفلر على موقع IMDb (الإنجليزية)
- آلفين توفلر على موقع إن إن دي بي (الإنجليزية)
- آلفين توفلر على موقع ديسكوغز (الإنجليزية)